# Avril Malley
Avril Malley, nach Heirat Avril Bray, (* 15. April 1957) ist eine ehemalige britische Judoka, die eine Bronzemedaille bei Weltmeisterschaften und fünf Bronzemedaillen bei Europameisterschaften erkämpfte.

## Sportliche Karriere
Avril Malley trat meist im Halbschwergewicht an, der Gewichtsklasse bis 72 Kilogramm. Bei den Europameisterschaften 1978 in Köln gewann sie sowohl im Halbschwergewicht als auch in der offenen Klasse eine Bronzemedaille. Im Jahr darauf bei den Europameisterschaften 1979 in Kerkrade folgte Bronze in der offenen Klasse. 1980 gewann sie bei den Europameisterschaften in Udine noch einmal Bronzemedaillen im Halbschwergewicht und in der offenen Klasse. Ende November 1980 fanden in New York City die ersten Weltmeisterschaften für Frauen statt. Malley unterlag im Viertelfinale des Halbschwergewichts der Französin Jocelyne Triadou, mit Siegen in der Hoffnungsrunde über Amy Kublin aus den Vereinigten Staaten und Ines Kaspers aus Spanien erkämpfte Malley Bronze.
In den nächsten Jahren war Malley bei internationalen Meisterschaften nicht erfolgreich. 1986 trat sie bei den Commonwealth Games in Edinburgh für Nordirland an und siegte im Halbschwergewicht gegen die für England kämpfende Ann Lucitt. Drei Monate später erreichte sie mit dem fünften Platz bei den Weltmeisterschaften 1986 ihre beste Platzierung seit 1980. 1987 in Essen wurde sie erneut Weltmeisterschaftsfünfte. Bei den Olympischen Spielen 1988 in Seoul wurden Judo-Wettbewerbe für Frauen im Rahmen der Demonstrationswettbewerbe angeboten. Malley schied, nun als Avril Bray startend, in ihrem ersten Kampf gegen die Japanerin Yōko Tanabe aus.